# Sense Communications
Sense Communications AB, internationellt telekommunikationsbolag med verksamhet i Sverige och Norge. Företaget bedriver verksamhet inom mobiltelefonibranschen. Sense ingår i norska Vollvikgruppen där även Chess Communications A/S ingår. För sina mobiltjänster användes Telia Sonera GSM-nät.
Företaget blev uppköpt av Telia Sonera under vintern 2006, och på sikt kommer varumärket Sense att ersättas med Telia Soneras egna varumärken i Norge och Sverige.